# 久慈郡

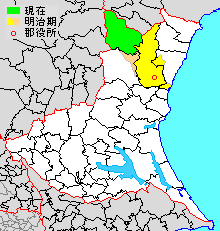
茨城県久慈郡の範囲（緑：大子町 薄黄：後に他郡に編入された区域）

- 令制国一覧 > 東海道 > 常陸国 > 久慈郡
- 日本 > 関東地方 > 茨城県 > 久慈郡

久慈郡（くじぐん）は、茨城県（常陸国）の郡。
人口13,819人、面積325.76km²、人口密度42.4人/km²。（2025年2月1日、推計人口）
以下の1町を含む。
- 大子町（だいごまち）

## 郡域
1878年（明治11年）に行政区画として発足した当時の郡域は、上記1町のほか、下記の区域にあたる。
- 常陸太田市の全域
- 日立市の一部（下深荻町・中深荻町・入四間町・東河内町および概ね石名坂町、大みか町以南）
- 常陸大宮市の一部（概ね久慈川以東および盛金・久隆）

## 郡衙
久慈郡の郡衙跡の場所についてはいくつかの説がある。のちの水府村（後述、現在の常陸太田市の一部）付近が郡家であったとする説があるが、最も有力な説は郡衙は久米郷にあったとして現在の常陸太田市大里町から同市薬谷町にかけて存在する長者屋敷遺跡（ちょうじゃやしきいせき、リンクは「遺跡ウォーカー」内、北緯36度32分16秒 東経140度28分43秒 / 北緯36.537861度 東経140.478611度）を郡衙跡とするものである。この遺跡には寺院（古代久慈郡の郡寺久(慈)寺の跡。#郡寺参照。）や集落が含まれており、駅家か久慈郡衙の跡であるとされている。この遺跡の調査報告書は長者屋敷遺跡からダウンロードできる。また後述するように久慈郡には郡と同じ名を持つ村である久慈村（現在の日立市久慈町付近）があったが、郡衙跡とはされていない。

## 郡寺
久慈郡の郡寺は上記長者屋敷遺跡内にある久(慈)寺であると考えられている。寺名については、当寺の寺域を囲んでいたと思われる溝や住居跡から「久寺」と読める墨書土器が出土しており、郡寺には郡名を冠する「郡名寺院」と呼ばれるものがあることから、「久寺」を「久慈寺」の略で郡名を称する寺院の名であると考えたものである。

## 郡名の由来
常陸国風土記によれば、郡家の南近くに昔あった小さな丘の形がクジラに似ているのを見たヤマトタケルがこの地を久慈と名付けたことが久慈郡の郡名の由来であるという。前述のように郡衙跡とされている地域の一部の常陸太田市大里町から常陸太田市立郡戸小学校付近を眺めると望むことができる丘はクジラの形に似ているので、風土記記載の小さな丘というのはこの丘をさしている可能性がある。
また、アイヌ語の「クシュ」もしくは「クジ」を語源として湾曲した砂丘を指すとする説がある。同様に岩手県の久慈市や川崎市の久地も河川の蛇行域の砂地をアイヌ人がクジと呼んでいたことを語源と見る説もある。

## 歴史
『先代旧事本紀』の「国造本紀」において第13代成務天皇の代に初めて任命されたとされている国造である久自国造の本拠地はのちの久慈郡であるとされている。

### 式内社
『延喜式』神名帳に記される郡内の式内社。
| 神名帳                     | 神名帳                   | 神名帳 | 神名帳             | 比定社                   | 比定社                   | 比定社     | 集成 |
| 社名                       | 読み                     | 格     | 付記               | 社名                     | 所在地                   | 備考       | 集成 |
| -------------------------- | ------------------------ | ------ | ------------------ | ------------------------ | ------------------------ | ---------- | ---- |
| 久慈郡 7座（大1座・小6座） |                          |        |                    |                          |                          |            |      |
| 長幡部神社                 | ナカハタヘノ             | 小     |                    | 長幡部神社               | 茨城県常陸太田市幡町     |            |      |
| 薩都神社                   | サチツノ サチトノ サツノ | 小     |                    | 薩都神社                 | 茨城県常陸太田市里野宮町 |            |      |
| 天之志良波神社             | アマノシラハノ           | 小     |                    | 天志良波神社             | 茨城県常陸太田市白羽町   |            |      |
| 天速玉姫命神社             | アメノハヤタマヒメノ-    | 小     |                    | （論）泉神社             | 茨城県日立市水木町       |            |      |
| 天速玉姫命神社             | アメノハヤタマヒメノ-    | 小     | （論）鹿島神社     | 茨城県常陸太田市春友町   |                          |            |      |
| 静神社                     | シツノ                   | 名神大 |                    | 静神社                   | 茨城県那珂市静           | 常陸国二宮 |      |
| 稲村神社                   | イナムラノ               | 小     |                    | （論）稲村神社           | 茨城県常陸太田市天神林町 |            |      |
| 稲村神社                   | イナムラノ               | 小     | （論）近津神社     | 茨城県久慈郡大子町下野宮 |                          |            |      |
| 稲村神社                   | イナムラノ               | 小     | （論）礒部稲村神社 | 茨城県桜川市磯部         |                          |            |      |
| 立野神社                   | タチノノ                 | 小     |                    | （論）立野神社           | 茨城県水戸市谷津町       |            |      |
| 立野神社                   | タチノノ                 | 小     | （論）立野神社     | 茨城県常陸大宮市上小瀬   |                          |            |      |
| 立野神社                   | タチノノ                 | 小     | （論）天満宮       | 茨城県常陸太田市赤土町   |                          |            |      |
| 凡例を表示                 |                          |        |                    |                          |                          |            |      |

### 近代以降の沿革
- 明治初年時点では全域が常陸水戸藩領であった。「旧高旧領取調帳」に記載されている明治初年時点に存在した村は以下の通り。●は村内に寺社領が、○は寺社除地[9]が存在。（141村）

●○天神林村、○薬谷村、○藤田村、○磯部村、○上河合村、谷河原村、稲木村、○大里村、○下河合村、○小島村、○中野村、○松栄村、○粟原村、○島村、○大方村、○高柿村、○竹合村、○箕村、○下利員村、○中利員村、●○上利員村、○下宮河内村、○赤土村、○上宮河内村、○小倉村、○小貫村、○辰之口村、○塩原村、○照山村、○富岡村、新地村、○花房村、●○久米村、○大平村、岩手村、●○玉造村、○芦間村、○東連地村、○和田村、○松平村、○千寿村、○棚谷村、○国安村、○和久村、○町田村、○西染村、中染村、○東染村、○天下野村、○下高倉村、○上高倉村、○西河内下村、●○里野宮村、●○瑞竜村、○入四間村、中深荻村、○上深荻村、○下深荻村、西河内上村、西河内中村、○町屋村、○春友村、○常福地村、○茅根村、○東河内村、○白羽村、●○太田村、○西宮村、●○馬場村、○下大門村、○上大門村、○新宿村、●○増井村、○三才村、○幡村、○小沢村、○内田村、落合村、堅磐村、沢目村、岡田村、●○真弓村、○亀作村、●○長谷村、○高貫村、○田渡村、○大和田村、○大森村、○石名坂村、○南高野村、○久慈村、留村、○茂宮村、○神田村、○下土木内村、上土木内村、○小目村、○高柴村、○小生瀬村、○内大野村、○外大野村、○大生瀬村、○池田村、北田気村、久野瀬村、○袋田村、○冥賀村、○川山村、●○下野宮村、高田村、北吉沢村、○中郷村、●○町付村、●○上郷村、●○上野宮村、○南田気村、○大子村、○矢田村、○浅川村、○槇野地村、○初原村、○芦野倉村、○上岡村、○塙村、○下金沢村、○相川村、●○上金沢村、○田野沢村、○左貫村、○山田村、○西金村、●○頃藤村、○下津原村、○大沢村、栃原村、久隆村、○盛金村、○家和楽村、○西野内村、○諸沢村、○北富田村
- 明治4年
  - 7月14日（1871年8月29日） - 廃藩置県により水戸県の管轄となる。
  - 11月14日（1871年12月25日） - 第1次府県統合により茨城県の管轄となる。
- 1878年（明治11年）
  - 12月2日 - 郡区町村編制法の茨城県での施行により、行政区画としての久慈郡が発足。郡役所が太田村に設置。
  - 多賀郡大菅村・小菅村・折橋村・大中村・小中村・小妻村・徳田村・里川新田の所属郡が本郡に変更。（149村）
- 1878年（明治14年） - 太田村が改称して太田町となる。（1町148村）

### 町村制以降の沿革

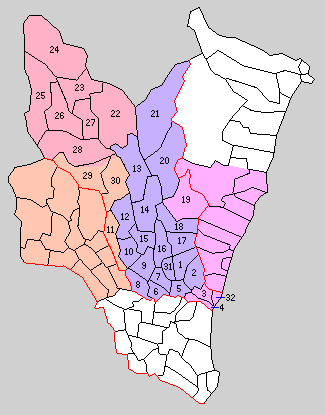
1.機初村 2.世矢村 3.坂本村 4.東小沢村 5.西小沢村 6.幸久村 7.佐竹村 8.郡戸村 9.久米村 10.金郷村 11.世喜村 12.金砂村 13.天下野村 14.染和田村 15.山田村 16.誉田村 17.佐都村 18.河内村 19.中里村 20.賀美村 21.小里村 22.生瀬村 23.宮川村 24.黒沢村 25.依上村 26.大子村 27.袋田村 28.上小川村 29.下小川村 30.諸富野村 31.太田町 32.久慈村（桃：日立市 紫：常陸太田市 橙：常陸大宮市 赤：大子町）

- 1889年（明治22年）4月1日 - 町村制の施行により、下記の町村が発足[10]。特記以外は現・常陸太田市。（1町31村）
  - 機初村 ← 幡村、長谷村、高貫村、田渡村、三才村、西宮村
  - 世矢村 ← 亀作村、真弓村、大森村、小目村
  - 坂本村 ← 大和田村、茂宮村、石名坂村、南高野村（現・日立市）
  - 東小沢村 ← 下土木内村、神田村、留村（現・日立市）
  - 西小沢村 ← 小沢村、内田村、堅磐村、上土木内村、落合村、岡田村、沢目村
  - 幸久村 ← 上河合村、下河合村、藤田村、粟原村、島村
  - 佐竹村 ← 磯部村、天神林村、稲木村、谷河原村
  - 郡戸村 ← 松栄村、新地村、小島村、中野村、花房村
  - 久米村 ← 久米村、大里村、薬谷村、大平村、玉造村、芦間村
  - 金郷村 ← 高柿村、千寿村、岩手村、大方村、竹合村、中利員村、下利員村、箕村
  - 世喜村 ← 辰ノ口村、富岡村、小倉村、塩原村、小貫村、照山村（現・常陸大宮市）
  - 金砂村 ← 下宮河内村、上宮河内村、上利員村、赤土村
  - 天下野村 ← 天下野村、上高倉村、下高倉村
  - 染和田村 ← 西染村、中染村、東染村、和久村、町田村
  - 山田村 ← 松平村、東連地村、和田村、棚谷村、国安村
  - 誉田村 ← 馬場村、新宿村、増井村、下大門村、上大門村、瑞竜村
  - 佐都村 ← 里野宮村、白羽村、茅根村、常福地村、春友村
  - 河内村 ← 町屋村、西河内下村、西河内中村、西河内上村
  - 中里村 ← 下深荻村、中深荻村、入四間村、東河内村（現・日立市）
  - 賀美村 ← 小菅村、大菅村、上深荻村、折橋村
  - 小里村 ← 小中村、大中村、小妻村、里川新田、徳田村
  - 生瀬村 ← 大生瀬村、小生瀬村、高柴村、内大野村、外大野村（現・大子町）
  - 宮川村 ← 下野宮村、川山村、冥賀村、高田村、矢田村（現・大子町）
  - 黒沢村 ← 町付村、上野宮村、上郷村、中郷村、北吉沢村（現・大子町）
  - 依上村 ← 下金沢村、上金沢村、芦野倉村、塙村、田野沢村、相川村、初原村、槇野地村、左貫村（現・大子町）
  - 大子村 ← 大子村、山田村、上岡村、浅川村（現・大子町）
  - 袋田村 ← 袋田村、下津原村、久野瀬村、南田気村、北田気村、池田村（現・大子町）
  - 上小川村 ← 頃藤村、栃原村、大沢村（現・大子町）
  - 下小川村 ← 西金村（現・大子町）、盛金村（現・常陸大宮市、大子町）、久隆村、家和楽村（現・常陸大宮市）
  - 諸富野村 ← 諸沢村、西野内村（現・常陸大宮市）、北富田村（現・常陸大宮市、大子町）
  - 太田町（単独町制）
  - 久慈村（単独村制。現・日立市）
- 1890年（明治23年）7月3日 - 依上村の一部（左貫・初原・槇野地）が分立して佐原村が発足。（1町32村）
- 1891年（明治24年）7月20日 - 大子村が町制施行して大子町となる。（2町31村）
- 1894年（明治27年）7月20日 - 久慈村が町制施行して久慈町となる。（3町30村）
- 1896年（明治29年）
  - 5月28日 - 天下野村の一部（上高倉・下高倉）が分立して高倉村が発足。（3町31村）
  - 7月1日 - 郡制を施行。
- 1923年（大正12年）4月1日 - 郡会が廃止。郡役所は存続。
- 1926年（大正15年）7月1日 - 郡役所が廃止。以降は地域区分名称となる。
- 1954年（昭和29年）7月15日 - 太田町が佐都村・誉田村・機初村・西小沢村・佐竹村・幸久村を編入のうえ改称、即日市制施行して常陸太田市となり、郡より離脱。（2町25村）
- 1955年（昭和30年）
  - 2月11日 - 諸富野村が分割し、一部（北富田の一部）が下小川村、残部（諸沢・西野内および北富田の残部）が那珂郡山方町に編入。（2町24村）
  - 2月15日 - 久慈町・坂本村・東小沢村・中里村が日立市に編入。（1町21村）
  - 3月1日（1町18村）
    - 世矢村および河内村の一部（町屋・西河内下・西河内中および西河内上の一部）が常陸太田市に編入。
    - 河内村の残部（西河内上の残部）が染和田村に編入。
    - 山田村・染和田村が合併して水府村が発足。

  - 3月31日（1町9村）
    - 大子町・依上村・袋田村・宮川村・佐原村・黒沢村・生瀬村・上小川村および下小川村の一部（西金・北富田および盛金の一部）が合併して大子町が発足。
    - 世喜村の一部（富岡・小倉・塩原・辰ノ口）が那珂郡大宮町・玉川村・大賀村・大場村・上野村および静村の一部（石沢・上村田・下村田）と合併して那珂郡大宮町（現・常陸大宮市）が発足。
    - 世喜村の残部（小貫・照山）・下小川村の残部（久隆・家和楽および盛金の一部）が那珂郡山方町に編入。

  - 4月15日 - 郡戸村・久米村・金郷村・金砂村が合併して金砂郷村が発足。（1町6村）
- 1956年（昭和31年）
  - 9月1日 - 小里村・賀美村が合併して里美村が発足。（1町5村）
  - 9月30日 - 水府村・天下野村・高倉村が合併して水府村が発足。（1町3村）
- 1993年（平成5年）11月1日 - 金砂郷村が町制施行して金砂郷町となる。（2町2村）
- 2004年（平成16年）12月1日 - 金砂郷町・水府村・里美村が常陸太田市に編入。（1町）

### 変遷表
| 明治22年4月1日 | 明治22年 - 昭和19年    | 昭和20年 - 昭和29年                  | 昭和20年 - 昭和29年                  | 昭和30年 - 昭和64年                 | 昭和30年 - 昭和64年              | 平成1年 - 平成10年           | 平成11年 - 現在                       | 現在       |
| -------------- | ---------------------- | ------------------------------------ | ------------------------------------ | ----------------------------------- | -------------------------------- | ---------------------------- | ------------------------------------- | ---------- |
| 大子村         | 明治24年7月20日 町制   | 大子町                               | 大子町                               | 昭和30年3月31日 大子町              | 昭和30年3月31日 大子町           | 大子町                       | 大子町                                | 大子町     |
| 依上村         | 依上村                 | 依上村                               | 依上村                               | 昭和30年3月31日 大子町              | 昭和30年3月31日 大子町           | 大子町                       | 大子町                                | 大子町     |
| 依上村         | 明治23年7月3日 佐原村  | 佐原村                               | 佐原村                               | 昭和30年3月31日 大子町              | 昭和30年3月31日 大子町           | 大子町                       | 大子町                                | 大子町     |
| 袋田村         | 袋田村                 | 袋田村                               | 袋田村                               | 昭和30年3月31日 大子町              | 昭和30年3月31日 大子町           | 大子町                       | 大子町                                | 大子町     |
| 宮川村         | 宮川村                 | 宮川村                               | 宮川村                               | 昭和30年3月31日 大子町              | 昭和30年3月31日 大子町           | 大子町                       | 大子町                                | 大子町     |
| 生瀬村         | 生瀬村                 | 生瀬村                               | 生瀬村                               | 昭和30年3月31日 大子町              | 昭和30年3月31日 大子町           | 大子町                       | 大子町                                | 大子町     |
| 黒沢村         | 黒沢村                 | 黒沢村                               | 黒沢村                               | 昭和30年3月31日 大子町              | 昭和30年3月31日 大子町           | 大子町                       | 大子町                                | 大子町     |
| 上小川村       | 上小川村               | 上小川村                             | 上小川村                             | 昭和30年3月31日 大子町              | 昭和30年3月31日 大子町           | 大子町                       | 大子町                                | 大子町     |
| 下小川村       | 下小川村               | 下小川村                             | 下小川村                             | 下小川村                            | 昭和30年3月31日 大子町と一部合併 | 大子町                       | 大子町                                | 大子町     |
| 下小川村       | 下小川村               | 下小川村                             | 下小川村                             | 下小川村                            | 昭和30年3月31日 山方町に一部編入 | 那珂郡 山方町                | 平成16年10月16日 常陸大宮市に編入     | 常陸大宮市 |
| 諸富野村       | 諸富野村               | 諸富野村                             | 諸富野村                             | 昭和30年2月11日 下小川村に一部編入  | 昭和30年3月31日 大子町と一部合併 | 大子町                       | 大子町                                | 大子町     |
| 諸富野村       | 諸富野村               | 諸富野村                             | 諸富野村                             | 昭和30年2月11日 山方町に一部編入    | 那珂郡 山方町                    | 那珂郡 山方町                | 平成16年10月16日 常陸大宮市に編入     | 常陸大宮市 |
| 世喜村         | 世喜村                 | 世喜村                               | 世喜村                               | 世喜村                              | 昭和30年3月31日 山方町に一部編入 | 那珂郡 山方町                | 平成16年10月16日 常陸大宮市に編入     | 常陸大宮市 |
| 世喜村         | 世喜村                 | 世喜村                               | 世喜村                               | 世喜村                              | 昭和30年3月31日 大宮町に一部編入 | 那珂郡 大宮町                | 平成16年10月16日 常陸大宮市に市制改称 | 常陸大宮市 |
| 太田町         | 太田町                 | 昭和29年7月15日 常陸太田市に市制改称 | 昭和29年7月15日 常陸太田市に市制改称 | 常陸太田市                          | 常陸太田市                       | 常陸太田市                   | 常陸太田市                            | 常陸太田市 |
| 佐都村         | 佐都村                 | 昭和29年7月15日 常陸太田市に編入     | 昭和29年7月15日 常陸太田市に編入     | 常陸太田市                          | 常陸太田市                       | 常陸太田市                   | 常陸太田市                            | 常陸太田市 |
| 誉田村         | 誉田村                 | 昭和29年7月15日 常陸太田市に編入     | 昭和29年7月15日 常陸太田市に編入     | 常陸太田市                          | 常陸太田市                       | 常陸太田市                   | 常陸太田市                            | 常陸太田市 |
| 機初村         | 機初村                 | 昭和29年7月15日 常陸太田市に編入     | 昭和29年7月15日 常陸太田市に編入     | 常陸太田市                          | 常陸太田市                       | 常陸太田市                   | 常陸太田市                            | 常陸太田市 |
| 西小沢村       | 西小沢村               | 昭和29年7月15日 常陸太田市に編入     | 昭和29年7月15日 常陸太田市に編入     | 常陸太田市                          | 常陸太田市                       | 常陸太田市                   | 常陸太田市                            | 常陸太田市 |
| 佐竹村         | 佐竹村                 | 昭和29年7月15日 常陸太田市に編入     | 昭和29年7月15日 常陸太田市に編入     | 常陸太田市                          | 常陸太田市                       | 常陸太田市                   | 常陸太田市                            | 常陸太田市 |
| 幸久村         | 幸久村                 | 昭和29年7月15日 常陸太田市に編入     | 昭和29年7月15日 常陸太田市に編入     | 常陸太田市                          | 常陸太田市                       | 常陸太田市                   | 常陸太田市                            | 常陸太田市 |
| 世矢村         | 世矢村                 | 世矢村                               | 世矢村                               | 昭和30年3月1日 常陸太田市に編入     | 常陸太田市                       | 常陸太田市                   | 常陸太田市                            | 常陸太田市 |
| 河内村         | 河内村                 | 河内村                               | 河内村                               | 昭和30年3月1日 常陸太田市に一部編入 | 常陸太田市                       | 常陸太田市                   | 常陸太田市                            | 常陸太田市 |
| 河内村         | 河内村                 | 河内村                               | 河内村                               | 昭和30年3月1日 水府村と一部合併     | 昭和31年9月30日 水府村           | 水府村                       | 平成16年12月1日 常陸太田市に編入      | 常陸太田市 |
| 山田村         | 山田村                 | 山田村                               | 山田村                               | 昭和30年3月1日 水府村               | 昭和31年9月30日 水府村           | 水府村                       | 平成16年12月1日 常陸太田市に編入      | 常陸太田市 |
| 染和田村       | 染和田村               | 染和田村                             | 染和田村                             | 昭和30年3月1日 水府村               | 昭和31年9月30日 水府村           | 水府村                       | 平成16年12月1日 常陸太田市に編入      | 常陸太田市 |
| 天下野村       | 天下野村               | 天下野村                             | 天下野村                             | 天下野村                            | 昭和31年9月30日 水府村           | 水府村                       | 平成16年12月1日 常陸太田市に編入      | 常陸太田市 |
| 天下野村       | 明治29年5月20日 高倉村 | 高倉村                               | 高倉村                               | 高倉村                              | 昭和31年9月30日 水府村           | 水府村                       | 平成16年12月1日 常陸太田市に編入      | 常陸太田市 |
| 小里村         | 小里村                 | 小里村                               | 小里村                               | 昭和31年9月1日 里美村               | 昭和31年9月1日 里美村            | 里美村                       | 平成16年12月1日 常陸太田市に編入      | 常陸太田市 |
| 賀美村         | 賀美村                 | 賀美村                               | 賀美村                               | 昭和31年9月1日 里美村               | 昭和31年9月1日 里美村            | 里美村                       | 平成16年12月1日 常陸太田市に編入      | 常陸太田市 |
| 郡戸村         | 郡戸村                 | 郡戸村                               | 郡戸村                               | 昭和30年4月15日 金砂郷村            | 昭和30年4月15日 金砂郷村         | 平成5年11月1日 町制 金砂郷町 | 平成16年12月1日 常陸太田市に編入      | 常陸太田市 |
| 久米村         | 久米村                 | 久米村                               | 久米村                               | 昭和30年4月15日 金砂郷村            | 昭和30年4月15日 金砂郷村         | 平成5年11月1日 町制 金砂郷町 | 平成16年12月1日 常陸太田市に編入      | 常陸太田市 |
| 金郷村         | 金郷村                 | 金郷村                               | 金郷村                               | 昭和30年4月15日 金砂郷村            | 昭和30年4月15日 金砂郷村         | 平成5年11月1日 町制 金砂郷町 | 平成16年12月1日 常陸太田市に編入      | 常陸太田市 |
| 金砂村         | 金砂村                 | 金砂村                               | 金砂村                               | 昭和30年4月15日 金砂郷村            | 昭和30年4月15日 金砂郷村         | 平成5年11月1日 町制 金砂郷町 | 平成16年12月1日 常陸太田市に編入      | 常陸太田市 |
| 久慈村         | 明治27年7月20日 町制   | 久慈町                               | 久慈町                               | 昭和30年2月15日 日立市に編入        | 昭和30年2月15日 日立市に編入     | 日立市                       | 日立市                                | 日立市     |
| 坂本村         | 坂本村                 | 坂本村                               | 坂本村                               | 昭和30年2月15日 日立市に編入        | 昭和30年2月15日 日立市に編入     | 日立市                       | 日立市                                | 日立市     |
| 東小沢村       | 東小沢村               | 東小沢村                             | 東小沢村                             | 昭和30年2月15日 日立市に編入        | 昭和30年2月15日 日立市に編入     | 日立市                       | 日立市                                | 日立市     |
| 中里村         | 中里村                 | 中里村                               | 中里村                               | 昭和30年2月15日 日立市に編入        | 昭和30年2月15日 日立市に編入     | 日立市                       | 日立市                                | 日立市     |

## 行政
歴代郡長
| 代 | 氏名 | 就任年月日                | 退任年月日                | 備考                   |
| -- | ---- | ------------------------- | ------------------------- | ---------------------- |
| 1  |      | 明治11年（1878年）12月2日 |                           |                        |
|    |      |                           | 大正15年（1926年）6月30日 | 郡役所廃止により、廃官 |